# Dorfkirche Dalldorf

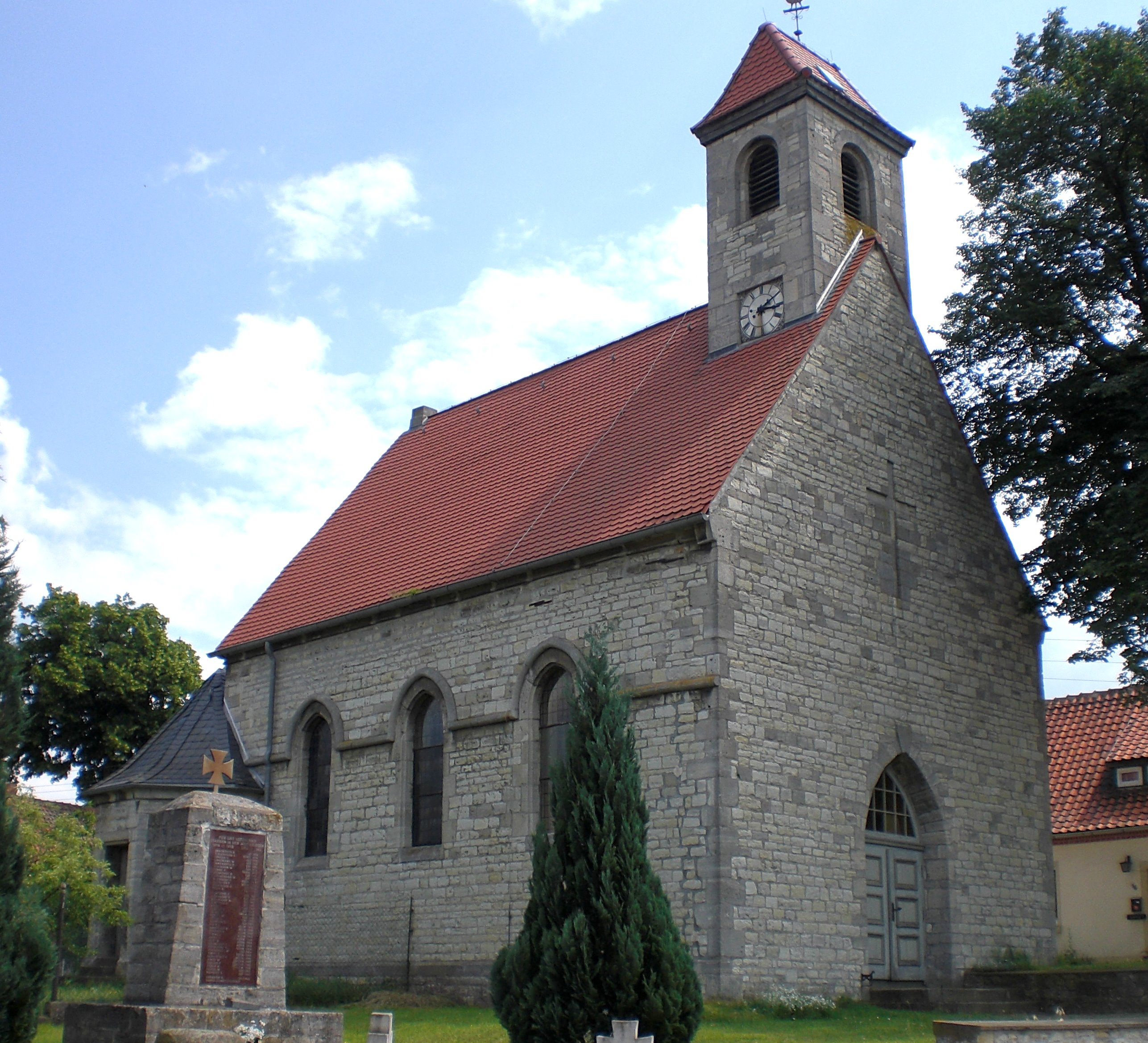
Dorfkirche Dalldorf

Die Dorfkirche Dalldorf ist die evangelische Kirche des zur Stadt Gröningen gehörenden Dorfes Dalldorf in Sachsen-Anhalt.

## Geschichte und Architektur
Die Kirche entstand nach einer Inschrift im Jahr 1911. Sie wurde als Saalkirche aus Kalkstein errichtet. An der Ostseite befindet sich ein gerader Abschluss, in dessen Mitte ein kleines rundes, mit farbiger Verglasung versehenes Fenster eingefügt ist. Über dem Westgiebel ist ein kleiner Turm aufgesetzt. Die Fenster des Kirchenschiffs sind als Spitzbögen ausgeführt. Der Zugang zum Schiff erfolgt durch ein Westportal. Über diesem ist ein großes Kreuz in die Fassade eingearbeitet.
Während des Zweiten Weltkriegs erlitt die Kirche Schäden, die im Jahr 1951 repariert wurden.
Nördlich der Kirche steht ein Kriegerdenkmal, das der Toten des Ersten und Zweiten Weltkriegs gedenkt.